# استنلی ریجز
استنلی ریجز (انگلیسی: Stanley Ridges؛ ‏ ۱۷ ژوئیهٔ ۱۸۹۰ – ۲۲ آوریل ۱۹۵۱) بازیگر اهل بریتانیا بود. وی بین سال‌های ۱۹۱۷ تا ۱۹۵۱ میلادی فعالیت می‌کرد.
از فیلم‌هایی که وی در آن نقش داشته‌است، می‌توان به ویلسون، بودن یا نبودن، گروهبان یورک، یگان رزمی، گرگ دریا، داستان دکتر واسل، نیروی هوایی، اگر پادشاه بودم، تسخیرشده، اتحادیه اقیانوس آرام، اسکادران عقاب و جمعه سیاه اشاره کرد.